# Chapelle Notre-Dame de Florielle
Pour les articles homonymes, voir Chapelle Notre-Dame et Notre-Dame.
La Chapelle Notre-Dame de Florielle se situe sur les ruines de l'Abbaye de Florièyes, sur la commune de Tourtour.

## Description
Au début des travaux, la communauté ne s’installa pas au Thoronet, comme c'était l'usage lorsqu'un abbé était désigné, par une abbaye mère, pour fonder un nouveau monastère. En effet, l'abbaye de Florielle, à l'Est de Tourtour Var (France), sur le passage d'une voie romaine, fut construite en 1136 par une douzaine de moines venus de l'abbaye de Mazan, avant que ceux-ci ne fondent l'abbaye du Thoronet, située à 24 km de là.
Au XIXe siècle, on appelait parfois "Notre Dame d'Arquinaut" la chapelle Notre-Dame-de-Florieye, proche de la colline de calamantran.
Elle servait pour l'intronisation des Abbés du Thoronet jusqu'en l'an 1698. Aujourd'hui à l'abandon, L'abbaye devint simple prieuré vers 1156. Mais le siège abbatial ne quittera Tourtour que vers 1157, lorsque les bâtiments du Thoronet furent aptes à accueillir la communauté.